# Michael Wulf (muzyk)
Michael Wulf (ur. 6 grudnia 1963, zm. 21 lipca 1993) – niemiecki gitarzysta thrashmetalowy, członek zespołów Sodom i Kreator. 
Od 1986 nie prowadził działalności muzycznej. W 1993 zginął w wypadku motocyklowym.